# Ramon Sanz i Ibars
Ramon Sanz i Ibars fou membre de la Junta de Govern Republicana Provisional de Manresa, del 14 d'abril de 1931 i regidor de l'ajuntament des de l'abril del 1931 fins al febrer del 1938. Es caracteritzà per fer una tasca eficient i constant tot actuant amb certa discreció. És molt remarcable el seu esforç per atendre el gran nombre de persones refugiades que arribaren a Manresa durant la guerra.